# 譽恩
朴譽恩（： Park Ye-eun，1989年5月26日—），藝名為譽恩（： Ye-eun）和HA:TFELT，美國藝名為Yenny，本貫密陽，曾為韓國JYP娛樂旗下女子組合Wonder Girls成員，擔任第二任隊長、主唱、副領舞、鍵盤手，於2007年2月10日以歌曲〈Irony〉出道。2017年1月26日與JYP娛樂合約到期，決定不續約離開JYP娛樂。2017年4月11日宣布加入Amoeba Culture，成為該社創立11年來首位女藝人。

## 演藝經歷

### 2007－2012年：職業生涯開端、Wonder Girls出道
2007年1月，JYP娛樂宣布譽恩成為組合Wonder Girls成員。2月10日，於MBC《Show! 音樂中心》正式出道。
2011年11月，Wonder Girls第二張專輯《Wonder World (album)》發行，此輯收錄譽恩自作曲〈G.N.O (Girl's Night Out)〉。她表示「譽恩」代表其以歌手活動的身分，希望另有名字能作為製作人活動時使用，其選擇以「HA:TFELT」為製作人活動時的別名，是「Heartfelt」之英文音標，隱含「真摯」與「熱情（Hot）」的意義。
2012年2月14日，譽恩為KBS月火迷你連續劇《夢想高飛》的創作單曲《Hello To Myself》發行，同時客串出演戲劇。

### 2013－2014年：首張個人專輯《Me?》
2014年7月23日，消息稱譽恩將以藝名HA:TFELT開始Solo生涯。首張個人專輯《Me?》於2014年7月31日發行，同日於Mnet《M Countdown》中帶來出道舞台演出，專輯主打曲〈Ain′t Nobody〉描述被戀人背叛的複雜情感。專輯取得Gaon音樂榜專輯週榜第6名，此外美國權威音樂雜誌《告示牌》評選此輯為2014年十大最佳韓國流行音樂專輯第五名。

### 2015年：組合活動
睽違2年，JYP娛樂宣布Wonder Girls將以全新樂團概念回歸歌壇。8月3日，專輯《Reboot》正式發行，譽恩參與歌曲包括〈Baby Don't Play〉、〈One Black Night〉及〈Remember〉（이 순간）。
《Reboot》活動後約莫一年，2016年7月5日再攜全新單曲專輯《Why So Lonely》回歸。

### 2017年至今：組合解散、簽約新東家及新单曲专辑《MEiNE》
2017年1月26日，JYP娛樂發表官方聲明，表示經過長時間討論後Wonder Girls決定解散，並在出道十周年2月10日發表最後一張數位單曲《描繪》（그려줘；）。1月28日，媒體報導稱譽恩與Amoeba Culture相關人員見面，談及她未來的音樂生涯規劃。4月11日，Amoeba Culture宣布與譽恩簽訂專屬合約，成為該社創立11年來首位女藝人。
3月至4月，公開兩首為MBC音樂旅行節目《熱門製作機－越野賽跑》（히트제조기-크로스컨트리）製作的原聲帶歌曲，包括〈Thru the sky〉及〈Cross Country〉。〈Thru the sky〉為譽恩離開JYP娛樂後首個公開的作品，是在節目旅行中創作的熱帶浩室風格歌曲，描述人們希望逃離現實煩悶卻仍無奈心境。〈Cross Country〉則是譽恩與演員姜漢娜、SPICA成員金保亨及歌手Suran的合作曲。
5月，參與前東家旗下女組合TWICE歌曲〈Only You〉製作，該曲收錄於組合第四張迷你專輯《Signal》。
10月12日，譽恩以藝名「HA:TFELT」發行新單曲專輯《MEiNE》，「Meine」在德文中意為「我的（Mine）」。主打曲〈I Wander〉由Dynamic Duo成員Gaeko客串；PUNCHNELLO則客串B面曲〈Read Me〉。
10月28日，譽恩填詞歌曲〈Want You To Say〉正式發行，是Coridel娛樂旗下女組合PLAYBACK第四張單曲主打曲。

## 個人生活
2016年9月21日韓國媒體東亞日報獨家報導稱，譽恩與歌手珍雲交往已逾二年，是韓國偶像界中的「音樂人情侶」。在戀愛消息公開後，雙方經紀公司Mystic娛樂與JYP娛樂承認兩人正在戀愛中，並表示兩人曾同屬JYP娛樂旗下，因為音樂交流而關係漸近，同樣喜愛音樂的兩人於2014年初從朋友發展為戀人，即使珍雲簽約Mystic娛樂後兩人也一直在交往中。2017年4月24日由雙方經紀公司證實兩人已分手。
因父親外遇，父母在譽恩小時候離婚，離婚後隨著母親生活，父親則於3年後再婚，再婚後極少聯絡，父女關係不佳。後來因姊姊結婚，才重啟聯繫，在父親表明悔意後原諒父親，雙方才開始恢復溝通。但父親利用牧師身份向信徒以成立娛樂公司爲由多次吸金，並提及譽恩的藝人身份導致許多信徒受騙，在被判有期徒刑及罰金外，還被指控長期性騷擾女信徒。譽恩因此被牽連而遭人起訴，2018年9月所屬社表示譽恩已接受過警方調查，日後也將誠實配合，以證明與父親的詐騙案無關。經調查後，警方認為譽恩無詐騙嫌疑，並向檢察院建議不起訴。

## 音樂作品

### 迷你專輯
| Me?                                                        | - 日期：2014年7月31日 - 廠牌：JYP娛樂、KT音樂 | 6 | 33 | － | － | - 韓國：4,652 |
| 「－」表示該專輯未有在榜上排名或未有資料或沒有在當地發行。 |                                               |   |    |    |    |               |

### 單曲專輯
| MEiNE                                                      | - 日期：2017年10月12日 - 廠牌：Amoeba Culture、CJ E&M | － | － |  |
| 「－」表示該專輯未有在榜上排名或未有資料或沒有在當地發行。 |                                                       |    |    |  |

### 單曲
| Ain't Nobody                                               | 2014年 | 16 | － | - 韓國：91,272 | Me?                            |
| There Must be （與JYP娛樂作曲家主孝（주효）                | 2015年 | － | － |                | 非專輯單曲                     |
| Thru The Sky                                               | 2017年 | － | － |                | 《熱門製作機－越野賽跑》原聲帶 |
| Cross Country （與姜漢娜、金保亨、Suran）                  | 2017年 | － | － |                | 《熱門製作機－越野賽跑》原聲帶 |
| I Wander（새 신발） （Gaeko配唱）                                 | 2017年 | － | － | - 韓國：18,949 | MEiNE                          |
| 作為配唱歌手                                               |        |    |    |                |                                |
| Jeong（정） （朴宰範，譽恩配唱）                             | 2007年 | － | － |                | 非專輯單曲                     |
| Between（사이） （8eight，先藝、譽恩、Pdogg配唱）              | 2007年 | － | － |                | 非專輯單曲                     |
| Baby I Love You （H-Eugene，譽恩配唱）                     | 2008年 | － | － |                | 非專輯單曲                     |
| Let's Play（놀자） （San E，譽恩配唱）                         | 2010年 | － | － |                | 非專輯單曲                     |
| I Can Give（줄수있어） （Leo Kekoa，譽恩配唱）                     | 2013年 | － | － |                | 非專輯單曲                     |
| So Good （Leo Kekoa，譽恩配唱）                            | 2013年 | － | － |                | 非專輯單曲                     |
| Think About You （Rhythmking，Bumkey、譽恩、Shorry J配唱） | 2013年 | － | － |                | 非專輯單曲                     |
| If That Was You（） （善美，譽恩配唱）                     | 2014年 | － | － |                | Full Moon                      |
| No Make Up （Gaeko，Zion.T、HAT:FELT配唱）                 | 2015年 | － | － |                | 非專輯單曲                     |
| Think About You （Babylon，HAT:FELT配唱）                  | 2016年 | － | － |                | 非專輯單曲                     |
| Get It? （高潤荷，HAT:FELT、Cheetah配唱）                  | 2016年 | － | － |                | 非專輯單曲                     |
| 「－」表示該單曲未有在榜上排名或未有資料或沒有在當地發行。 |        |    |    |                |                                |

### 其他排行榜單曲
| Bond （Beenzino配唱）                                      | 2014年 | 92 | - 韓國：27,990 | Me? |
| Iron Girl （惠林配唱）                                     | 2014年 | － | - 韓國：39,513 | Me? |
| Peter Pan                                                  | 2014年 | － | - 韓國：39,513 | Me? |
| Wherever Together                                          | 2014年 | － | - 韓國：18,465 | Me? |
| Truth                                                      | 2014年 | － | - 韓國：18,326 | Me? |
| 「－」表示該單曲未有在榜上排名或未有資料或沒有在當地發行。 |        |    |                |     |

## 創作作品
譽恩在韓國著作權協會登記編號為W1020800。
| Smill（譽恩）                                        | 2011年 | 作詞、作曲       | 未正式發行                     | [ 42 ] [ 43 ] |
| Hello To Myself（譽恩）                              | 2012年 | 作詞、作曲       | 《夢想高飛》原聲帶             | [ 44 ]        |
| So Good （Leo Kekoa，Beenzino、譽恩配唱）            | 2013年 | 作詞、作曲       | 非專輯單曲                     | [ 45 ]        |
| If That Was You（그게 너라면） （善美，譽恩配唱）    | 2014年 | 作詞、作曲、編曲 | Full Moon                      | [ 46 ] [ 47 ] |
| There Must be （譽恩、主孝（）合唱）                 | 2015年 | 作詞、作曲、編曲 | 非專輯單曲                     | [ 48 ]        |
| Get It?（알아듣겠지） （高潤荷，譽恩、Cheetah配唱）  | 2016年 | 作詞、作曲       | 非專輯單曲                     | [ 49 ]        |
| Thru The Sky                                         | 2017年 | 作詞、作曲       | 《熱門製作機－越野賽跑》原聲帶 | [ 20 ]        |
| Cross Country （姜漢娜、金保亨及Suran）              | 2017年 | 作詞、作曲       | 《熱門製作機－越野賽跑》原聲帶 | [ 22 ]        |
| Only You（Only 너） （TWICE）                        | 2017年 | 作詞             | Signal                         | [ 23 ]        |
| Want You To Say（말해줘） （PLAYBACK）               | 2017年 | 作詞             | 非專輯單曲                     | [ 25 ]        |
| 譽恩及Wonder Girls已發行之專輯歌曲資訊請見各專輯條目 |        |                  |                                |               |

## 影視作品

### 綜藝節目
| 年份   | 日期    | 電視台     | 節目名稱         | 備註   |
| ------ | ------- | ---------- | ---------------- | ------ |
| 2015年 | 9月20日 | SBS        | 《Running Man》  | EP.265 |
| 2018年 | 7月4日  | MBC every1 | 《一周偶像》     | EP.362 |
| 2019年 | 5月24日 | MBC        | 《現在1位是》    | EP.10  |
| 2020年 | 5月10日 | MBC        | 《幫我找房子吧》 | EP.57  |

### 電影
| 年份   | 片名                   | 角色 | 性質 | 備註  |
| ------ | ---------------------- | ---- | ---- | ----- |
| 2010年 | 《The Last Godfather》 |      | 客串 | 第9集 |

### 電視劇
| 年份   | 電視台 | 劇名             | 角色 | 性質           |
| ------ | ------ | ---------------- | ---- | -------------- |
| 2012年 | KBS    | 《Dream High 2》 |      | 客串           |
| 2013年 | tvN    | 《籃球》         | 鳳順 | 姜山的周邊人物 |

## 音樂劇
- 三劍客（2013年12月13日－2014年2月2日，康士坦茨）

## 獲獎及提名列表
| 類別         | 頒獎日期      | 獎項               | 提名項目                                       | 結果 | 參            |
| ------------ | ------------- | ------------------ | ---------------------------------------------- | ---- | ------------- |
| 首爾歌謠大賞 | 2015年1月22日 | 本賞               | 〈Ain't Nobody〉                               | 提名 | [ 52 ]        |
| 首爾歌謠大賞 | 2015年1月22日 | 人氣賞             | 〈Ain't Nobody〉                               | 提名 | [ 52 ]        |
| 首爾歌謠大賞 | 2015年1月22日 | 韓流特別賞         | 〈Ain't Nobody〉                               | 提名 | [ 52 ]        |
| 首爾歌謠大賞 | 2015年1月22日 | 本賞               | 〈No Make Up〉 （Gaeko，Zion.T、Ha:tfelt客串） | 提名 | [ 52 ]        |
| 首爾歌謠大賞 | 2015年1月22日 | 人氣賞             | 〈No Make Up〉 （Gaeko，Zion.T、Ha:tfelt客串） | 提名 | [ 52 ]        |
| 首爾歌謠大賞 | 2015年1月22日 | 韓流特別賞         | 〈No Make Up〉 （Gaeko，Zion.T、Ha:tfelt客串） | 提名 | [ 52 ]        |
| 韓國音樂大獎 | 2015年2月26日 | 最佳流行歌曲       | 〈Ain't Nobody〉                               | 提名 |               |
| 韓國音樂大獎 | 2015年2月26日 | 網民票選年度女歌手 | HA:TFELT                                       | 獲獎 | [ 53 ] [ 54 ] |

## 韓國音樂節目成績
| 歌曲名稱                               | 年份   | 排行榜最高名次        | 排行榜最高名次      | 排行榜最高名次         | 排行榜最高名次   | 排行榜最高名次              | 收錄專輯 |
| 歌曲名稱                               | 年份   | Mnet 《M! Countdown》 | KBS2 《Music Bank》 | MBC 《Show! 音樂中心》 | SBS 《人氣歌謠》 | MBC MUSIC 《Show Champion》 | 收錄專輯 |
| -------------------------------------- | ------ | --------------------- | ------------------- | ---------------------- | ---------------- | --------------------------- | -------- |
| Ain't Nobody                           | 2014年 | 6                     | 22                  | 22                     | 10               | 14                          | Me?      |
| I Wander                               | 2017年 | /                     | /                   | /                      | /                | /                           | MEiNE    |
| 「/」表示沒有相關資料；「*」表示打榜中 |        |                       |                     |                        |                  |                             |          |

## 外部連結
- 譽恩的X（前Twitter）
- 譽恩的新浪微博
- 譽恩的Instagram帳戶
- YouTube上的譽恩頻道